# ساروس خورشیدی ۱۲۶
ساروس ۱۲۶ دوره‌ای زمانی با چرخه‌ای حدود ۱۸ سال و ۱۱ روز و ۸ ساعت (تقریباً ۶۵۸۵ و یک سوم روز) است که شامل ۷۲ خورشیدگرفتگی می‌شود.

## رخدادها
| ساروس | عضو | تاریخ                        | زمان (بزرگ‌ترین) ساعت هماهنگ جهانی | نوع    | مکان طول و عرض جغرافیایی | گاما    | قدر    | گُستره (km) | مدت زمان (دقیقه: ثانیه) | منبع |
| ----- | --- | ---------------------------- | --------------------------------- | ------ | ------------------------ | ------- | ------ | ---------- | ----------------------- | ---- |
| ۱۲۶   | ۱   | ۱۰ مارس ۱۱۷۹                 | ۷:۳۹:۵۱                           | جزئی   | 72S 165.4E               | -1.5356 | 0.0536 |            |                         |      |
| ۱۲۶   | ۲   | ۲۰ مارس ۱۱۹۷                 | ۱۴:۴۸:۵۶                          | جزئی   | 72S 43.8E                | -1.488  | 0.1327 |            |                         |      |
| ۱۲۶   | ۳   | ۳۱ مارس ۱۲۱۵                 | ۲۱:۵۰:۴۱                          | جزئی   | 71.7S 75.8W              | -1.4344 | 0.2222 |            |                         |      |
| ۱۲۶   | ۴   | ۱۱ آوریل ۱۲۳۳                | ۴:۴۱:۲۴                           | جزئی   | 71.2S 167.7E             | -1.3717 | 0.3278 |            |                         |      |
| ۱۲۶   | ۵   | ۲۲ آوریل ۱۲۵۱                | ۱۱:۲۶:۳۲                          | جزئی   | 70.5S 53.1E              | -1.3041 | 0.4423 |            |                         |      |
| ۱۲۶   | ۶   | ۲ مه ۱۲۶۹                    | ۱۸:۰۳:۱۵                          | جزئی   | 69.7S 58.8W              | -1.2291 | 0.5699 |            |                         |      |
| ۱۲۶   | ۷   | ۱۴ مه ۱۲۸۷                   | ۰:۳۵:۲۵                           | جزئی   | 68.8S 169W               | -1.15   | 0.7052 |            |                         |      |
| ۱۲۶   | ۸   | ۲۴ مه ۱۳۰۵                   | ۷:۰۲:۱۷                           | جزئی   | 67.8S 82.8E              | -1.0658 | 0.8496 |            |                         |      |
| ۱۲۶   | ۹   | ۴ ژوئن ۱۳۲۳                  | ۱۳:۲۷:۵۵                          | حلقه‌ای | 56.1S 23.4W              | -۰٫۹۷۹۹ | ۰٫۹۳۸۳ | -          | ۵ دقیقه و ۵۹ ثانیه      |      |
| ۱۲۶   | ۱۰  | ۱۴ ژوئن ۱۳۴۱                 | ۱۹:۵۲:۱۰                          | حلقه‌ای | 39.6S 123.3W             | -۰٫۸۹۲۲ | ۰٫۹۴۳۳ | ۴۶۵        | ۶ دقیقه و ۲۵ ثانیه      |      |
| ۱۲۶   | ۱۱  | ۲۶ ژوئن ۱۳۵۹                 | ۲:۱۶:۳۱                           | حلقه‌ای | 29.9S 138.3E             | -۰٫۸۰۳۸ | ۰٫۹۴۶۳ | ۳۳۰        | ۶ دقیقه و ۳۰ ثانیه      |      |
| ۱۲۶   | ۱۲  | ۶ ژوئیه ۱۳۷۷                 | ۸:۴۳:۲۸                           | حلقه‌ای | 22.8S 40.2E              | -۰٫۷۱۶۸ | ۰٫۹۴۸۴ | ۲۶۹        | ۶ دقیقه و ۲۴ ثانیه      |      |
| ۱۲۶   | ۱۳  | ۱۷ ژوئیه ۱۳۹۵                | ۱۵:۱۴:۱۶                          | حلقه‌ای | 17.7S 58.2W              | -۰٫۶۳۱۸ | ۰٫۹۴۹۷ | ۲۳۴        | ۶ دقیقه و ۱۲ ثانیه      |      |
| ۱۲۶   | ۱۴  | ۲۷ ژوئیه ۱۴۱۳                | ۲۱:۵۰:۲۴                          | حلقه‌ای | 14.1S 157.5W             | -۰٫۵۵۰۶ | ۰٫۹۵۰۶ | ۲۱۴        | ۵ دقیقه و ۵۸ ثانیه      |      |
| ۱۲۶   | ۱۵  | ۸ اوت ۱۴۳۱                   | ۴:۳۳:۰۰                           | حلقه‌ای | 12S 102E                 | -۰٫۴۷۳۷ | ۰٫۹۵۰۹ | ۲۰۱        | ۵ دقیقه و ۴۵ ثانیه      |      |
| ۱۲۶   | ۱۶  | ۱۸ اوت ۱۴۴۹                  | ۱۱:۲۴:۰۵                          | حلقه‌ای | 11.1S 0.5W               | -۰٫۴۰۳  | ۰٫۹۵۰۹ | ۱۹۴        | ۵ دقیقه و ۳۵ ثانیه      |      |
| ۱۲۶   | ۱۷  | ۲۹ اوت ۱۴۶۷                  | ۱۸:۲۴:۲۹                          | حلقه‌ای | 11.3S 105.2W             | -۰٫۳۳۹۱ | ۰٫۹۵۰۵ | ۱۹۱        | ۵ دقیقه و ۲۹ ثانیه      |      |
| ۱۲۶   | ۱۸  | ۹ سپتامبر ۱۴۸۵               | ۱:۳۳:۰۶                           | حلقه‌ای | 12.4S 148E               | -۰٫۲۸۱۱ | ۰٫۹۵   | ۱۹۰        | ۵ دقیقه و ۲۶ ثانیه      |      |
| ۱۲۶   | ۱۹  | ۲۰ سپتامبر ۱۵۰۳              | ۸:۵۲:۳۸                           | حلقه‌ای | 14.1S 38.5E              | -۰٫۲۳۱۴ | ۰٫۹۴۹۴ | ۱۹۰        | ۵ دقیقه و ۲۷ ثانیه      |      |
| ۱۲۶   | ۲۰  | ۳۰ سپتامبر ۱۵۲۱              | ۱۶:۲۱:۴۲                          | حلقه‌ای | 16.2S 73.3W              | -۰٫۱۸۹۲ | ۰٫۹۴۸۹ | ۱۹۱        | ۵ دقیقه و ۳۰ ثانیه      |      |
| ۱۲۶   | ۲۱  | ۱۲ اکتبر ۱۵۳۹                | ۰:۰۱:۴۵                           | حلقه‌ای | 18.7S 172.2E             | -۰٫۱۵۵۱ | ۰٫۹۴۸۴ | ۱۹۲        | ۵ دقیقه و ۳۵ ثانیه      |      |
| ۱۲۶   | ۲۲  | ۲۲ اکتبر ۱۵۵۷                | ۷:۴۹:۲۸                           | حلقه‌ای | 21.1S 56E                | -۰٫۱۲۶۶ | ۰٫۹۴۸۲ | ۱۹۲        | ۵ دقیقه و ۴۰ ثانیه      |      |
| ۱۲۶   | ۲۳  | ۲ نوامبر ۱۵۷۵                | ۱۵:۴۷:۲۷                          | حلقه‌ای | 23.5S 62.6W              | -۰٫۱۰۶۱ | ۰٫۹۴۸۳ | ۱۹۱        | ۵ دقیقه و ۴۴ ثانیه      |      |
| ۱۲۶   | ۲۴  | ۲۲ نوامبر ۱۵۹۳               | ۲۳:۵۲:۰۶                          | حلقه‌ای | 25.4S 177.5E             | -۰٫۰۹۰۶ | ۰٫۹۴۸۸ | ۱۸۹        | ۵ دقیقه و ۴۷ ثانیه      |      |
| ۱۲۶   | ۲۵  | ۴ دسامبر ۱۶۱۱                | ۸:۰۳:۴۳                           | حلقه‌ای | 26.9S 56E                | -۰٫۰۸۰۳ | ۰٫۹۴۹۸ | ۱۸۵        | ۵ دقیقه و ۴۴ ثانیه      |      |
| ۱۲۶   | ۲۶  | ۱۴ دسامبر ۱۶۲۹               | ۱۶:۱۹:۰۷                          | حلقه‌ای | 27.6S 66.2W              | -۰٫۰۷۲۵ | ۰٫۹۵۱۳ | ۱۷۹        | ۵ دقیقه و ۳۸ ثانیه      |      |
| ۱۲۶   | ۲۷  | ۲۶ دسامبر ۱۶۴۷               | ۰:۳۸:۳۵                           | حلقه‌ای | 27.4S 170.6E             | -۰٫۰۶۷۵ | ۰٫۹۵۳۵ | ۱۷۰        | ۵ دقیقه و ۲۵ ثانیه      |      |
| ۱۲۶   | ۲۸  | ۵ ژانویه ۱۶۶۶                | ۸:۵۸:۵۱                           | حلقه‌ای | 26.3S 47.1E              | -۰٫۰۶۲۴ | ۰٫۹۵۶۲ | ۱۶۰        | ۵ دقیقه و ۷ ثانیه       |      |
| ۱۲۶   | ۲۹  | ۱۶ ژانویه ۱۶۸۴               | ۱۷:۱۸:۵۳                          | حلقه‌ای | 24.2S 76.7W              | -۰٫۰۵۶۵ | ۰٫۹۵۹۶ | ۱۴۷        | ۴ دقیقه و ۴۳ ثانیه      |      |
| ۱۲۶   | ۳۰  | ۲۸ ژانویه ۱۷۰۲               | ۱:۳۷:۱۰                           | حلقه‌ای | 21.2S 159.6E             | -۰٫۰۴۸۴ | ۰٫۹۶۳۶ | ۱۳۲        | ۴ دقیقه و ۱۴ ثانیه      |      |
| ۱۲۶   | ۳۱  | ۸ فوریه ۱۷۲۰                 | ۹:۵۲:۳۱                           | حلقه‌ای | 17.4S 36.1E              | -۰٫۰۳۷۵ | ۰٫۹۶۸۱ | ۱۱۵        | ۳ دقیقه و ۴۰ ثانیه      |      |
| ۱۲۶   | ۳۲  | ۱۸ فوریه ۱۷۳۸                | ۱۸:۰۲:۳۱                          | حلقه‌ای | 12.8S 86.7W              | -۰٫۰۲۱۱ | ۰٫۹۷۳۲ | ۹۶         | ۳ دقیقه و ۳ ثانیه       |      |
| ۱۲۶   | ۳۳  | ۱ مارس ۱۷۵۶                  | ۲:۰۷:۰۹                           | حلقه‌ای | 7.5S 151.4E              | ۰٫۰۰۰۶  | ۰٫۹۷۸۷ | ۷۶         | ۲ دقیقه و ۲۴ ثانیه      |      |
| ۱۲۶   | ۳۴  | ۱۲ مارس ۱۷۷۴                 | ۱۰:۰۵:۱۴                          | حلقه‌ای | 1.7S 30.8E               | ۰٫۰۲۸۴  | ۰٫۹۸۴۵ | ۵۵         | ۱ دقیقه و ۴۳ ثانیه      |      |
| ۱۲۶   | ۳۵  | ۲۲ مارس ۱۷۹۲                 | ۱۷:۵۷:۳۴                          | حلقه‌ای | 4.5N 88.7W               | ۰٫۰۶۱۸  | ۰٫۹۹۰۵ | ۳۳         | ۱ دقیقه و ۲ ثانیه       |      |
| ۱۲۶   | ۳۶  | ۴ آوریل ۱۸۱۰                 | ۱:۴۱:۱۹                           | حلقه‌ای | 11.1N 153.8E             | ۰٫۱۰۳۱  | ۰٫۹۹۶۷ | ۱۲         | ۰ دقیقه و ۲۱ ثانیه      |      |
| ۱۲۶   | ۳۷  | ۱۴ آوریل ۱۸۲۸                | ۹:۱۹:۳۸                           | مرکب   | 17.9N 37.7E              | ۰٫۱۴۹۸  | ۱٫۰۰۲۹ | ۱۰         | ۰ دقیقه و ۱۸ ثانیه      |      |
| ۱۲۶   | ۳۸  | ۲۵ آوریل ۱۸۴۶                | ۱۶:۵۰:۳۰                          | مرکب   | 24.8N 76.2W              | ۰٫۲۰۳۸  | ۱٫۰۰۸۸ | ۳۱         | ۰ دقیقه و ۵۳ ثانیه      |      |
| ۱۲۶   | ۳۹  | ۶ مه ۱۸۶۴                    | ۰:۱۶:۴۸                           | مرکب   | 31.6N 171.5E             | ۰٫۲۶۲۲  | ۱٫۰۱۴۶ | ۵۲         | ۱ دقیقه و ۲۵ ثانیه      |      |
| 126   | 40  | May ۱۷, ۱۸۸۲                 | ۷:۳۶:۲۷                           | کامل   | 38.4N 61.6E              | ۰٫۳۲۶۹  | ۱٫۰۲   | ۷۲         | ۱ دقیقه و ۵۰ ثانیه      |      |
| 126   | 41  | May ۲۸, ۱۹۰۰                 | ۱۴:۵۳:۵۶                          | کامل   | 44.8N 46.5W              | ۰٫۳۹۴۳  | ۱٫۰۲۴۹ | ۹۲         | ۲ دقیقه و ۱۰ ثانیه      |      |
| ۱۲۶   | ۴۲  | خورشیدگرفتگی ۸ ژوئن ۱۹۱۸     | ۲۲:۰۷:۴۳                          | کامل   | 50.9N 152W               | ۰٫۴۶۵۸  | ۱٫۰۲۹۲ | ۱۱۲        | ۲ دقیقه و ۲۳ ثانیه      |      |
| ۱۲۶   | ۴۳  | خورشیدگرفتگی ۱۹ ژوئن ۱۹۳۶    | ۵:۲۰:۳۱                           | کامل   | 56.1N 104.7E             | ۰٫۵۳۸۹  | ۱٫۰۳۲۹ | ۱۳۲        | ۲ دقیقه و ۳۱ ثانیه      |      |
| ۱۲۶   | ۴۴  | خورشیدگرفتگی ۳۰ ژوئن ۱۹۵۴    | ۱۲:۳۲:۳۸                          | کامل   | 60.5N 4.2E               | ۰٫۶۱۳۵  | ۱٫۰۳۵۷ | ۱۵۳        | ۲ دقیقه و ۳۵ ثانیه      |      |
| ۱۲۶   | ۴۵  | خورشیدگرفتگی ۱۰ ژوئیه ۱۹۷۲   | ۱۹:۴۶:۳۸                          | کامل   | 63.5N 94.2W              | ۰٫۶۸۷۲  | ۱٫۰۳۷۹ | ۱۷۵        | ۲ دقیقه و ۳۶ ثانیه      |      |
| ۱۲۶   | ۴۶  | خورشیدگرفتگی ۲۲ ژوئیه ۱۹۹۰   | ۳:۰۳:۰۷                           | کامل   | 65.2N 168.9E             | ۰٫۷۵۹۷  | ۱٫۰۳۹۱ | ۲۰۱        | ۲ دقیقه و ۳۳ ثانیه      |      |
| ۱۲۶   | ۴۷  | خورشیدگرفتگی ۱۱ مرداد ۱۳۸۷   | ۱۰:۲۲:۱۲                          | کامل   | 65.7N 72.3E              | ۰٫۸۳۰۷  | ۱٫۰۳۹۴ | ۲۳۷        | ۲ دقیقه و ۲۷ ثانیه      |      |
| ۱۲۶   | ۴۸  | خورشیدگرفتگی ۱۲ اوت ۲۰۲۶     | ۱۷:۴۷:۰۶                          | کامل   | 65.2N 25.2W              | ۰٫۸۹۷۷  | ۱٫۰۳۸۶ | ۲۹۴        | ۲ دقیقه و ۱۸ ثانیه      |      |
| ۱۲۶   | ۴۹  | خورشیدگرفتگی ۲۳ اوت ۲۰۴۴     | ۱:۱۷:۰۲                           | کامل   | 64.3N 120.4W             | ۰٫۹۶۱۳  | ۱٫۰۳۶۴ | ۴۵۳        | ۲ دقیقه و ۴ ثانیه       |      |
| ۱۲۶   | ۵۰  | خورشیدگرفتگی ۳ سپتامبر ۲۰۶۲  | ۸:۵۴:۲۷                           | جزئی   | 61.3N 150.3E             | 1.0191  | 0.9749 |            |                         |      |
| ۱۲۶   | ۵۱  | خورشیدگرفتگی ۱۳ سپتامبر ۲۰۸۰ | ۱۶:۳۸:۰۹                          | جزئی   | 61.1N 25.8E              | 1.0723  | 0.8743 |            |                         |      |
| ۱۲۶   | ۵۲  | خورشیدگرفتگی ۲۵ سپتامبر ۲۰۹۸ | ۰:۳۱:۱۶                           | جزئی   | 61.1N 101W               | 1.1184  | 0.7871 |            |                         |      |
| ۱۲۶   | ۵۳  | ۶ اکتبر ۲۱۱۶                 | ۸:۳۱:۵۱                           | جزئی   | 61.2N 130.4E             | 1.1589  | 0.7105 |            |                         |      |
| ۱۲۶   | ۵۴  | ۱۷ اکتبر ۲۱۳۴                | ۱۶:۴۰:۴۲                          | جزئی   | 61.5N 0.4W               | 1.1931  | 0.6458 |            |                         |      |
| ۱۲۶   | ۵۵  | ۲۸ اکتبر ۲۱۵۲                | ۰:۵۷:۳۴                           | جزئی   | 61.9N 133.3W             | 1.2213  | 0.5926 |            |                         |      |
| ۱۲۶   | ۵۶  | ۸ نوامبر ۲۱۷۰                | ۹:۲۳:۰۷                           | جزئی   | 62.5N 91.6E              | 1.2426  | 0.5524 |            |                         |      |
| ۱۲۶   | ۵۷  | ۱۸ نوامبر ۲۱۸۸               | ۱۷:۵۵:۲۵                          | جزئی   | 63.2N 45.5W              | 1.2591  | 0.5212 |            |                         |      |
| ۱۲۶   | ۵۸  | ۱ دسامبر ۲۲۰۶                | ۲:۳۳:۵۵                           | جزئی   | 64.1N 175.7E             | 1.2711  | 0.4985 |            |                         |      |
| ۱۲۶   | ۵۹  | ۱۱ دسامبر ۲۲۲۴               | ۱۱:۱۷:۵۱                          | جزئی   | 65N 35.2E                | 1.2791  | 0.4834 |            |                         |      |
| ۱۲۶   | ۶۰  | ۲۲ دسامبر ۲۲۴۲               | ۲۰:۰۶:۴۰                          | جزئی   | 66N 106.9W               | 1.2836  | 0.475  |            |                         |      |
| ۱۲۶   | ۶۱  | ۲ ژانویه ۲۲۶۱                | ۴:۵۶:۵۴                           | جزئی   | 67.1N 110.2E             | 1.2873  | 0.4679 |            |                         |      |
| ۱۲۶   | ۶۲  | ۱۳ ژانویه ۲۲۷۹               | ۱۳:۴۹:۰۶                          | جزئی   | 68.2N 33.7W              | 1.2899  | 0.463  |            |                         |      |
| ۱۲۶   | ۶۳  | ۲۳ ژانویه ۲۲۹۷               | ۲۲:۳۹:۴۷                          | جزئی   | 69.2N 177.8W             | 1.294   | 0.455  |            |                         |      |
| ۱۲۶   | ۶۴  | ۵ فوریه ۲۳۱۵                 | ۷:۲۹:۴۹                           | جزئی   | 70.1N 37.6E              | 1.2991  | 0.4453 |            |                         |      |
| ۱۲۶   | ۶۵  | ۱۵ فوریه ۲۳۳۳                | ۱۶:۱۴:۲۰                          | جزئی   | 70.9N 106.2W             | 1.3087  | 0.427  |            |                         |      |
| ۱۲۶   | ۶۶  | ۲۷ فوریه ۲۳۵۱                | ۰:۵۶:۱۲                           | جزئی   | 71.5N 110.1E             | 1.3209  | 0.4037 |            |                         |      |
| ۱۲۶   | ۶۷  | ۹ مارس ۲۳۶۹                  | ۹:۳۰:۲۴                           | جزئی   | 71.9N 32.2W              | 1.3392  | 0.3686 |            |                         |      |
| ۱۲۶   | ۶۸  | ۲۰ مارس ۲۳۸۷                 | ۱۷:۵۹:۰۸                          | جزئی   | 72.1N 173.3W             | 1.3624  | 0.3241 |            |                         |      |
| ۱۲۶   | ۶۹  | ۳۱ مارس ۲۴۰۵                 | ۲:۱۸:۵۲                           | جزئی   | 71.9N 47.9E              | 1.3928  | 0.2654 |            |                         |      |
| ۱۲۶   | ۷۰  | ۱۱ آوریل ۲۴۲۳                | ۱۰:۳۲:۴۰                          | جزئی   | 71.6N 89.1W              | 1.4282  | 0.197  |            |                         |      |
| ۱۲۶   | ۷۱  | ۲۱ آوریل ۲۴۴۱                | ۱۸:۳۷:۴۹                          | جزئی   | 71N 136.4E               | 1.4706  | 0.1149 |            |                         |      |
| ۱۲۶   | ۷۲  | ۳ مه ۲۴۵۹                    | ۲:۳۵:۵۴                           | جزئی   | 70.3N 4.3E               | 1.5188  | 0.0214 |            |                         |      |